# Rue du Chapeau-Rouge (Nantes)
La rue du Chapeau-Rouge est une voie de Nantes, en France.

## Situation et accès
Située dans le centre-ville de Nantes, la rue du Chapeau-Rouge, qui relie la rue Contrescarpe à la rue du Calvaire, est bitumée et ouverte à la circulation automobile, à l'exception de son extrémité sud-est, à la jonction avec la rue Contrescarpe, où la rue est pavée et fait partie d'un secteur piétonnier sur une dizaine de mètres. La rue présente trois sections distinctes, qui forment deux angles, l'un à 45° au sud-est, l'autre à 90° vers le nord au niveau de la rencontre avec la rue Louis-Préaubert, qui est dans l'alignement de sa section centrale. La voie croise également la rue Boileau ; à l'angle des deux rues se trouvait l'atelier de la sculptrice Henriette Porson.
La rue présente une déclivité régulière, pour un dénivelé d'environ 8 mètres, le point le plus bas se situant à l'extrémité est et le plus haut à l'ouest.

## Origine du nom
La rue doit son nom à une ancienne hôtellerie.

## Historique
L'hôtellerie du Chapeau-Rouge se situait à l'emplacement où actuellement la rue Boileau, après avoir traversé la rue du Chapeau-Rouge, rejoint la rue du Calvaire. Les calvinistes nantais y tiennent une assemblée en 1561. L'hôtellerie a hébergé Gaston d'Orléans en 1635.
En 1603, un jeu de paume est construit dans la partie basse (à l'est) de la rue. Ce lieu, créé par le « sieur Rouvre de la Gaudinière », accueille des spectacles de 1684 à 1720 ; il est détruit en 1744.
En 1770, la rue est aplanie et élargie.
En 1784, l'industriel Jacques Béconnais fait bâtir, côté nord de la rue, dans le prolongement de l'actuelle rue La Fayette, un cirque et un théâtre, baptisé « salle du Chapeau Rouge ». Pendant la Révolution, Béconnais, envoyé à Paris pour être jugé en compagnie de 131 autres Nantais, meurt avant l'acquittement général. En 1792, la salle et le cirque sont réquisitionnés par la mairie. Le cirque devient une fabrique de chaussures pour l'armée. Après l'incendie du théâtre Graslin en 1796, la salle du Chapeau-Rouge est utilisée en remplacement, sous la conduite du directeur Danglas, qui passe un accord avec le directeur de la salle voisine du Bignon-Lestard, Julien Sévin, pour éviter une concurrence néfaste. En 1798, les deux salles s'associent. Celle du Chapeau-Rouge est rénovée en 1804. Le 10 août 1808, un bal y est organisé à l'occasion de la venue de Napoléon Ier et de Joséphine de Beauharnais. La salle devient également un lieu de réunion pour les négociants nantais entre 1810 et 1812, alors que les travaux du palais de la Bourse sont en cours. La salle du Bignon-Lestard ferme peu avant la réouverture de Graslin, suivie par celle du Chapeau-Rouge qui, en 1817, est acquise par l'École d'enseignement mutuel.
Au début du XIXe siècle, le sculpteur Jacques Lamarie (es), premier prix de Rome en 1777, habite dans la rue du Chapeau-Rouge.
En 1819, le jeu de paume est transformé en manège.
Entre 1833 et 1844, la rue Boileau est alignée et prolongée vers l'est pour rejoindre la rue du Calvaire, ce qui nécessite la destruction du cirque. Un hôtel des postes est alors installé, en 1840, à un angle formé par cette nouvelle rue et la rue du Chapeau-Rouge. Dans cette période, une entreprise de chaudronnerie, qui fournit des chaudières pour bateaux, est en activité dans la rue. Elle emploie jusqu'à 150 ouvriers.
De 1856 à 1868, la salle du Chapeau Rouge est toujours une « école d'enseignement mutuel », puis, de 1871 à 1882, un hôtel des postes. À cet emplacement s'installe ensuite la galerie de peinture Mignon-Massart.
La rue est touchée par les bombardements de la Seconde Guerre mondiale. Une grande portion du côté nord de la voie disparaît. La galerie Mignon-Massart est détruite, ainsi qu'une maison à tourelle datant de la seconde moitié du XVIIIe siècle, figurant sur les cartes postales anciennes, située dans le bas de la rue. L'école mutuelle est également endommagée. La construction de nouveaux bâtiments est entamée après 1951.

## Bâtiments remarquables et lieux de mémoire
Lors de la reconstruction du quartier à partir de 1949, le chantier est divisé en six lots par l'architecte en chef, Yves Liberge, chacun sous la responsabilité d'un architecte. Deux immeubles jumeaux de la rue du Chapeau-Rouge, donnant de part et d'autre de la rue Boileau, sont l’œuvre de Pierre Joëssel, qui a également réalisé l'hôtel de ville de Saint-Herblain en 1938, et a participé, entre 1952 et 1954, avec André Guillou, à la construction de l'église Sainte-Madeleine, et, avec Yves Liberge, à l'édification en 1964 du bâtiment de l'URSSAF des Pays de la Loire, place de Bretagne (occupé depuis par la CRAM).